# Kace
Kace is een bestuurslaag in het regentschap Bangka van de provincie Bangka-Belitung, Indonesië. Kace telt 5425 inwoners (volkstelling 2010).